# Portret van Barones Varvara Ivanova Üxküll von Gyllenband
Portret van Barones Varvara Ivanova Üxküll von Gyllenband (Russisch: Портрет баронессы Варвары Ивановны Икскуль фон Гильденбандт, Portret baronessy Varvary Ivanovny fon Gildenbandt) is een portret van de Russische kunstschilder Ilja Repin, geschilderd in 1889, olieverf op linnen, 196,5 × 71,7 centimeter groot. Het toont de vooraanstaande schrijfster en salonhoudster Barbara Üxküll-Gyllenband in een felrode jurk. Het schilderij bevindt zich in de collectie van de Tretjakovgalerij te Moskou.

## Varvara Üxküll Gyllenband
Varvara Üxküll Gyllenband (1850-1828), geboren Ljoetkovskaja, was de dochter van een hoge officier van Servische herkomst. Op zestienjarige leeftijd huwde ze met het veel oudere statenlid Glinka-Mavrina, met wie ze twee zoons en een dochter kreeg. Na de pensionering van haar man verhuisde het gezin naar Parijs, waar Varvara romans en verhalen begon te schrijven, alsook Russische werken in het Frans vertaalde. Het huwelijk liep echter spaak en ze hertrouwde met de eveneens veel oudere baron Üxküll-Gyllenband (1818-1893), de Russische ambassadeur in Rome. In 1888 keerde ze met haar tweede man terug naar Sint-Petersburg.
In haar Peterburgse woning begon Varvara een salon die al snel een grote reputatie zou krijgen. Tot de bezoekers behoorden Vladimir Solovjov, Dmitri Merezjkovski, Zinaida Hippius, Michail Nesterov, Vladimir Korolenko, Anton Tsjechov, Vladimir Stasov, Lev Tolstoj en ook Repin. Repin schreef later over deze salonbijeenkomsten: "Wie je daar allemaal niet tegenkwam! Allerlei mensen, heel vaak van volledig tegengestelde levensbeschouwingen. En ook veel studenten en studentes. Iedereen was onder de indruk van die avonden en met name ook van de vrouw des huizes!" In 1889 zou hij haar op doek vereeuwigen in een felrode jurk, waardoor ze later de bijnaam "rode barones" zou krijgen. Die bijnaam refereert overigens ook aan het vele liefdadigheidswerk dat ze organiseerde, deels onder invloed van Tolstoj, later veelal in samenwerking de Zusters van Liefde. Tijdens de Eerste Wereldoorlog werkte ze vrijwillig als verpleegkundige aan het front.
Na de Oktoberrevolutie werd Varvara uit haar woning gezet en in de winter van 1919-1920 verloor ze een van haar zonen, Ivan, aan een door de honger gecompliceerde longontsteking. Een jaar later vluchtte ze met haar andere zoon Grigori via Finland naar het westen en in 1922 vestigde ze zich in Parijs, waar ze in 1928 overleed.

## Afbeelding
Repin schildert Varvara von Üxküll-Gyllenband levensgroot, ten voeten uit, als op een staatsieportret. Later zou hij over haar schrijven: "dat ze poseerde als een standbeeld". Niettemin weet hij haar treffend te typeren. De slanke gestalte met de edele houding, de grote waardigheid en de ietwat hooghartige gelaatsuitdrukking, maken duidelijk dat we hier te maken hebben met iemand uit de aristocratische kringen. Het enigszins lage gezichtspunt van de schilder draagt daar extra aan bij.
Bijzonder is Üxküll-Gyllenbands kleding. De opvallende felrode kleurstelling tegen de egale achtergrond springt direct in het oog en domineert de compositie. Toch is het niet echt de kleding van een aristocrate. Ze lijkt eerder gekleed als een studente, zij het dat haar blouse gemaakt is van dure kant in plaats van goedkopere effen lakense stof. De textuur is met een uitzonderlijke precisie uitgewerkt, versterkt nog door de lichtinval. Het model is "à la Garibaldi" en kan worden opgevat als een verwijzing naar de sociale en democratische idealen die zij aanhing.
Gesuggereerd is overigens ook dat Repin met dit portret Üxküll-Gyllenband als Anna Karenina heeft willen afbeelden, mede omdat hij de zijn ten tijde van de portrettering bijna veertigjarige model opvallend jong heeft weergegeven. Voor deze opvatting is echter geen evidentie aanwezig. Niettemin werd de afbeelding later meermaals gebruik op boekomslagen van de roman.
Repin etaleert in dit portret hoe dan ook zijn uitzonderlijke vaardigheden als portrettist. Zijn realistische stijl kenmerkt zich door een bijzonder gevoel voor detail en voor psychologische diepgang. Er verschijnt een levensechte persoon voor de kijker, die recht in de ogen wordt gekeken. Niet alleen zij, maar ook de kijker zelf wordt geobserveerd en op diens waarde geschat.

## Galerij

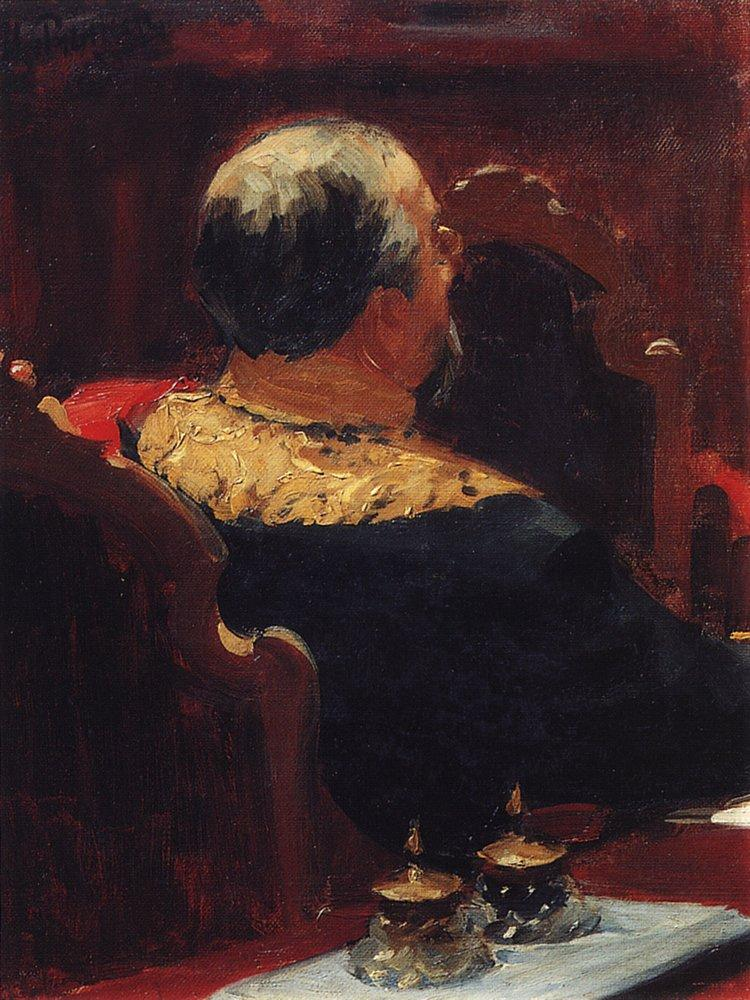
Baron Aleksander Üxküll von Gyllenband, de tweede echtgenoot van Varvara, door Repin
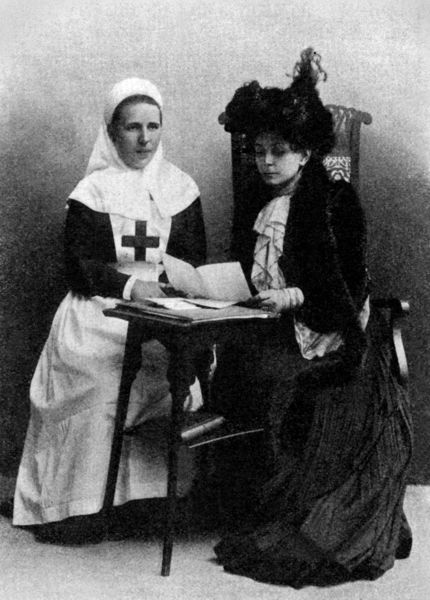
Barones Üxküll von Gyllenband bij de Zusters van Liefde
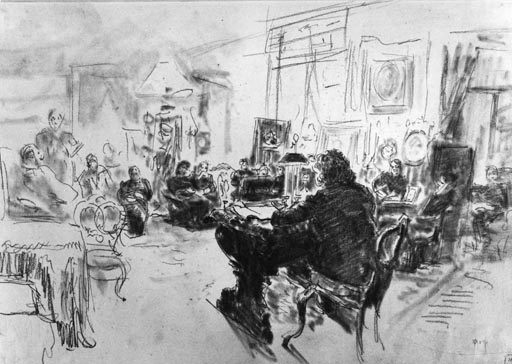
Repin: Vladimir Solovjov tijdens het voorlezen in de salon van Varvara Üxküll von Gyllenband